# James Lake
James Lake är en sjö i Kanada.   Den ligger i Nipissing District och provinsen Ontario, i den sydöstra delen av landet, 400 km nordväst om huvudstaden Ottawa. James Lake ligger 329 meter över havet. Den ligger vid sjöarna  Granite Lake och Rib Lake.
I omgivningarna runt James Lake växer i huvudsak blandskog. Trakten runt James Lake är nära nog obefolkad, med mindre än två invånare per kvadratkilometer.